# Thomas Urban
Thomas Urban (Leipzig, 20 de julio de 1954) es un periodista e historiador alemán.

## Biografía
Los padres de Urban provenían de Breslavia, la capital de la provincia prusiana de Silesia, que quedó bajo soberanía polaca en 1945. Cuando tenía 15 meses, la familia huyó de la RDA a la República Federal de Alemania.
Urban pasó sus días de escuela en el distrito industrial de Bergheim, cerca de Colonia, en la zona de extracción de lignito en la orilla izquierda del Rin. Acabó su servicio militar en la Bundeswehr como oficial de reserva.
Estudió filología románica y  eslava, así como historia de Europa Oriental en la Universidad de Colonia. Recibió becas del DAAD para estudios semestrales en la Universidad de Tours, la Universidad de Kiev y al Instituto Pushkin de Moscú. Su tesis de maestría fue dedicada a los escritores rusos emigrados a París en los años veinte.
En Colonia se convirtió en colaborador del disidente Lev Kópelev, que había sido expatriado de la Unión Soviética. En 1981/82 recibió una beca del DAAD para estudios de postgrado en la Universidad Lomonosov de Moscú. Como había transportado cartas y medicinas para disidentes, fue detenido por el KGB y deportado. Después de regresar de Moscú, trabajó como profesor de ruso en la escuela de idiomas de las Fuerzas Armadas Alemanas (Bundessprachenamt).

## Periodismo
Después de una formación adicional en la Escuela de Periodismo de Hamburgo (Henri-Nannen-Schule), trabajó para las agencias de prensa Associated Press y dpa.
En 1987 se incorporó a la redacción central del diario Süddeutsche Zeitung en Múnich. De 1988 a 2012 fue el corresponsal de este periódico en Europa del Este: Hasta 1992 informó desde Varsovia, donde siguió la caída del partido comunista y la gran transición del sistema económico de Polonia. Durante este tiempo también trabajó para la radio americana RIAS, que transmitía un programa en alemán desde Berlín Oeste. De 1992 a 1997, fue jefe de la oficina de Moscú; analizó los grandes cambios bajo Borís Yeltsin y también escribió reportajes de las escenarios de guerra de Abjasia y de Chechenia. De 1997 a 2012 informó desde Kiev, donde fue testigo de la Revolución naranja, y de nuevo desde Varsovia, donde acompañó el ascenso de los gemelos Kaczyński.
En 2012 Urban se convirtió en el corresponsal del Süddeutsche Zeitung en Madrid. Culpó tanto al gobierno de José María Aznar como al de José Luis Zapatero de la crisis económica que siguió al estallido de la burbuja inmobiliaria. En el conflicto de Cataluña acusó a ambas partes de graves errores: Según sus artículos, el gobierno de Madrid no había usado argumentos concretos para convencer a los catalanes de que se quedaran en España. Pero criticó fuertemente que los independentistas buscan la secesión sin apoyo de la mayoría de los votantes de Cataluña. En un reportaje económico informó sobre la manipulación del jamón ibérico. Para la revista alemana Opernwelt informó sobre las nuevas producciones del Teatro Real.
Desde 2022, analiza la evolución política del antiguo bloque soviético para la revista berlinesa Cicero.

## Libros y ensayos
Urban es autor de obras de divulgación y ensayos académicos sobre la historia de Europa del Este. Prestó especial atención a las relaciones germano-polacas. Escribió un libro sobre la minoría alemana en la Alta Silesia y otro sobre las mutuas expulsiones forzadas. En una serie de libros editados por Helmut Schmidt y Richard von Weizsäcker sobre las relaciones de los alemanes con sus vecinos, se hizo cargo del volumen sobre Polonia. Es coautor de una biografía del Papa polaco Juan Pablo II.
Dedicó un libro a los años berlineses del escritor ruso-estadounidense Vladimir Nabokov y otro a los escritores rusos que habían emigrado a Berlín en la década de 1920. Escribió ensayos sobre Borís Pasternak, Ilyá Ehrenburg, Gaito Gazdánov y Mark Aguéyev.
Su libro sobre el asesinato de miles de oficiales polacos por el NKVD, la policía secreta de Stalin, en el bosque de Katyn fue traducido al español. Su detallado artículo sobre el verdugo del NKVD Vasili Blojín también fue publicado en español. Otro libro sobre la guerra de propaganda de las grandes potencias tras el descubrimiento de las fosas comunes de Katyn apareció sólo en polaco.
Es autor de un ensayo histórico sobre el conflicto ruso-ucraniano. En un libro publicado en 2022, criticó la Ostpolitik alemana, que había hecho a los políticos de la República Federal "ciegos ante los lados negros" de la Unión Soviética primero, y después de la Rusia de Vladímir Putin. De este modo, Alemania se había hecho dependiente de las fuentes de energía rusas.
Su interés especial era la historia política del fútbol en Europa del Este. Publicó un libro sobre la instrumentalización de los futbolistas de las selecciones nacionales de Alemania y de Polonia por la propaganda de sus gobiernos. Durante la Eurocopa 2012 una exposición codiseñada por Urban en base al libro se llevó a cabo en la embajada alemana y al aire libre en el centro de Varsovia. Participó en un video documental sobre la vida del goleador germano-polaco Ernest Wilimowski.
Con motivo de la Eurocopa 2012, cuya final se celebró en Kiev, analizó las publicaciones rusas y ucranianas sobre el supuesto Partido de la Muerte de 1942. Llegó a la conclusión de que la versión propagada anteriormente (ejecución de futbolistas soviéticos que habían ganado contra un equipo de la Wehrmacht en la Kiev ocupada) era una leyenda de la propaganda soviética. También publicó textos sobre el destino de los famosos hermanos futbolistas Starostin en la Unión Soviética de la época de Stalin.